# Luigi Martinelli
Luigi Martinelli (Chiari, 2 settembre 1970) è un ex calciatore italiano, di ruolo difensore.

## Carriera
Esordisce in Serie C2 nell'Ospitaletto, da cui passa all'Audax Ravagnese (Campionato Interregionale) e quindi nel 1991 al Barletta, all'epoca in Serie C1 e si conquista il posto da titolare nel ruolo di terzino destro.
La sua carriera prosegue in terza serie con Fiorenzuola (con cui sfiora la promozione in Serie B) e Trapani. Nel 1997, dopo la retrocessione dei siciliani, si riavvicina a casa passando all'Alzano Virescit, sempre in Serie C1: vi rimane per quattro stagioni, contribuendo da titolare fisso alla promozione dei bergamaschi in Serie B, categoria in cui esordisce nel campionato 1999-2000. Dopo la retrocessione dei bianconeri, nel gennaio 2001 passa al Chievo, con cui ottiene (da rincalzo) la promozione nella massima serie disputando 6 partite.
Nell'estate 2001 viene ceduto nuovamente in Serie B, al Siena: vi rimane per due stagioni, conquistando una salvezza e una nuova promozione in Serie A, nel campionato 2002-2003.
Martinelli è il calciatore che ha scatenato quello che è stato definito come Caso Catania. Infatti, nella partita fra Catania e Siena, conclusasi 1-1 sul campo, Martinelli viene schierato dai bianconeri. La settimana prima, squalificato per una giornata, ha saltato la partita di Serie B col Napoli ma ha giocato nel Campionato Primavera. Il Catania presenta ricorso affermando che avendo giocato nel Campionato Primavera il giocatore non aveva scontato la squalifica, che doveva pertanto essere scontata nella sfida col Catania.
A fine stagione non viene riconfermato nella massima serie, trasferendosi a parametro zero all'Ascoli: vi disputa una stagione da titolare e una da riserva (a causa di problemi fisici), nella quale la formazione marchigiana raggiunge i play-off e successivamente, a causa del fallimento del Perugia e del Torino, la promozione in A. Non riconfermato per la terza volta, accetta l'offerta proprio del neonato Torino di Urbano Cairo, con cui centra la quarta promozione personale nella stagione 2005-2006, e nella stagione successiva resta fra i granata nella massima serie. Pur non trovando molto spazio, riesce tuttavia ad esordire in Serie A il 15 aprile 2007, nella sfida casalinga contro l'Atalanta, all'età di 36 anni e 7 mesi.
Passato all'Hellas Verona nell'estate 2007, rescinde consensualmente il contratto con la squadra veneta nel gennaio 2008.

## Palmarès

### Club

#### Competizioni nazionali
- Coppa Italia Serie C: 1

Alzano Virescit: 1997-1998
- Serie C1: 1

Alzano Virescit: 1998-1999
- Serie B: 1

Siena: 2002-2003